# 可算コンパクト空間
位相空間 X が可算コンパクト空間（英: Countably compact space）であるとは、任意の可算開被覆が有限部分被覆を持つことをいう。即ち、
{\displaystyle X=\bigcup _{\lambda }O_{\lambda }}
を満たす任意の可算開集合族 {\displaystyle \{O_{\lambda }\}_{\lambda }} に対しある有限部分族 {\displaystyle \{O_{\lambda _{i}}\}_{i=1,\ldots ,n}} が存在して、
{\displaystyle X=\bigcup _{i=1,\ldots ,n}O_{i}}
が成り立つことをいう。定義より任意のコンパクト空間は可算コンパクト空間でもある。

## 同値な定義
いわゆる有限交叉性である。
- 閉集合からなる可算な集合族 A⊂P(X) が {\displaystyle \bigcap A=\emptyset } を満たすならば、ある有限部分集合 B⊂A が存在して {\displaystyle \bigcap B=\emptyset }。

## 性質
- 可算コンパクト空間は極限点コンパクト（英語版）である。この逆は必ずしも成り立たないが、T1空間ではこの両者は同値となる。

- 点列コンパクト空間は可算コンパクトである。距離空間では、可算コンパクト性と点列コンパクト性、コンパクト性、極限点コンパクト性はすべて同値である。

- 実数{\displaystyle \mathbb {R} }に通常の位相を入れたものは局所コンパクト、σコンパクト、そしてパラコンパクトであるが、可算コンパクトではない。よってこれら3つはどれも可算コンパクト性を導かない。

- 2つの可算コンパクト空間の直積は必ずしも可算コンパクトではない。それに対し任意個のコンパクト空間の直積はまたコンパクト空間となる（チコノフの定理）。

- 可算コンパクトなT2空間が第一可算公理を満たせば、それはT3空間である。さらに第二可算公理を満たせば、T4空間、T5空間となる。

## 例
- 任意のコンパクト空間は可算コンパクトである。

- 最小の非可算順序数 ω1 に順序位相を入れたものは可算コンパクトだがコンパクトでない空間の例になっている。